# 履行中心
履行中心是订单履行领域的专业化公司。

## 履行中心概况
履行业务，可以具体理解为订单履行或者产品履行，是个人或公司向订货者履行发货过程的业务。典型的业务操作包括：存货、接受订单、包装、将货品运达和交付给终端用户等具体业务。

## 标准履行中心服务类型

### 库存
通常库存货品直至接收到订单。在这过程中，提供一系列的贮存设备，例如，为易腐烂的货品提供冷藏服务，为对温度敏感的货品提供空气调节或保温服务（包括在极度温度下会变质的化学品），还有各种典型的库存保护。

### 拣货与包装
拣货与包装是履行中心在现存货品中进行挑选和为运货做准备的过程。中心通常雇佣专门的拣货人员。他们会对照订货单，在仓库中寻找具体货品的位置，将货品取出，并运至包装站。包装站也会有相应的包装人员对照订货单进行确认，然后根据不同货品做相应的包装，并附上装箱单和为货品贴上收货地址。

### 运输
履行中心很少自己提供投递服务，大多数情况下将该服务外包给投递公司。但是，相对于小型的零售商来说，履行中心经常能够与投递公司协定更大的运输折扣，因为这类中心每天都有大规模的货品需要发送。因此，像UPS, DHL和FedEX这种小件物品投递公司能够给予更大的折扣。

## 向履行中心外包业务

### 优点

#### 设备
新兴的生产型企业往往处在初步阶段，不一定具备配套的仓储设施，或者没有足够的资金去置办这些设施。而履行中心通常拥有数千平方米的贮存场地。而且，如果企业自己库存，也会增添各种额外的费用。而履行中心可以把这些费用平摊到他们的各种客户头上去，从而大大降低了所收取的存货费用，远远要比企业自己贮存货品时产生的费用要低廉。存货费用在各个都会有所区别，但基本上采取按件、按托盘或按贮存空间等形式。

#### 运输费用
如果企业并不是每月都需要运输大量产品，一般很难像履行中心一样，能拿到优惠的运输价格。库存交单公司一般能以低30%甚至更多的价格外包运输。有些企业在这一项因此所节省的钱，甚至超过了履行中心向它收取的运输费用。企业也可以与履行中心商定一个统一运输费用，也就是根据重量和服务收费，不计运距。这样一来，企业明确了运输费用，可以为其做预算。

#### 运输材料费用
与运输价格的优惠一样，运输材料也能以低廉的价格大量购入。与向零售商购买运输材料作比较，这一项花费能节省达到50%。通常，履行中心会将货品包装费用也包括在运输费内，这也是为什么这些中心能推出“免费包装”口号的原因。大多数的履行中心会向客户提供一张“标准包装盒”的清单，如果这些包装和不符合产品的要求，企业可以自己提供包装或者付费定做。

#### 订单履行费用
履行中心通常按订单或按件收取费用。但是履行订单所牵连出的隐藏费用通常超出了本身费用，包括有：
- 收货

- 通过信件接收订单

- 连续性（自动性）项目管理

- 处理信用卡，包括MultiPay(一种新的小额支付协议)

- 协调和加入更换的运输材料

- 为国际运输准备文件

- 为客户提供所需报告

- 检查回退货品

- 更新客户数据库

- 为客户信任度评级

- 将完好的回退货品重新入仓

- 处理退款

- 银行存款

- 客服电话服务

- 客户e-mail处理

有意将订单履行外包的企业应该考虑商定捆绑价格，即所有在订单履行中所牵涉的活动都按每订单为单位的统一价格付费。这样，企业并可以准确地预知所需的费用。

### 缺点

#### 不直接掌控
履行中心实际履行了客户企业公司运输部门的责任。但是一旦在运输过程中出现失误或在履行程序中发生了拙劣操作，企业方在顾客中的信誉都会遭受影响，而不是履行中心。

#### 货品损坏或消耗
履行中心通常不会对货品的损坏或消耗负全责，除非可以证明损坏或消耗是由他们的行为直接造成的。而具体情况视该履行中心的入仓程序而定。例如，如果该履行中心要确认入仓的货品数量，那么它要为在它看管下的货物负大部分责任；但如果它只需按装箱单要求填满货存，那么不太可能会为货品消耗负责。